# داروهای تثبیت‌کننده خلق
داروهای تثبیت‌کننده خُلق گروهی از داروها هستند که برای درمان اختلالات خُلقی بکار میروند.اختلال خلقی (به انگلیسی: mood disorder) به نوعی از اختلالات روانی گفته می‌شود که با تجربه افسردگی یا شیدایی (یا هر دو) تعریف می‌شود.

## داروها
لیتیوم داروی استاندارد برای اختلال دوقطبی است و مانع نوسان‌های شاخص خلق می‌شود اما عوارض جانبی خطرناکی دارد. از این رو گاه به جای داروی لیتیم از دو دارو یکی برای حالت شیدایی و دیگری برای حالت افسردگی استفاده می‌شود (مانند اُلانزاپین و لاموتریژین).
برای افرادی که از اختلالات دو قطبی رنج می‌برند، داروهای تثبیت‌کنندهٔ خُلق مانند ریسپریدُن (Risperidone) برای حالت شیدایی و لاموتریژین(Lamotrigine) برای حالت افسردگی به کار برده می‌شود تا چرخهٔ افسردگی - شیداییشان از بین برود.
داروهای ضدتشنج مانند والپروئیک اسید(Valproat Sodium)، لاموتریژین، کاربامازپین(Carbamazpine)، توپیرامات(Topiramat) و گاباپنتین(Gabapentin) سایر داروهای این گروه هستند.